# Маршланде
Маршланде (нім. Marschlande) — ландшафт гамбурзького району Бергедорф, який згідно з сьогоднішнім розумінням складається з восьми частин цього району: Алермеє, Більвердер, Морфліт, Нойалермеє (з 1 січня 2011 року), Оксенвердер, Райтброк, Шпаденланд і Татенберг.
Маршланде зазвичай згадується разом з Фірланде (нім. «Vier- und Marschlande»), який включає інши чотири частини району Бергедорф: Альтенгамме, Курслак, Кірхвердер та Ноєнгамме. До початку березня 2008 року вони разом утворювали район місцевої влади Фірланде та Маршланде (нім. Vier- und Marschlande). Після 1 березня 2008 р. діяльність офісу місцевої влади була припинена. На кінець липня 2023 року район Бергедорф має посаду регіонального представника для місцевостей Фірланде та Маршланде.